# Kunio Maekawa

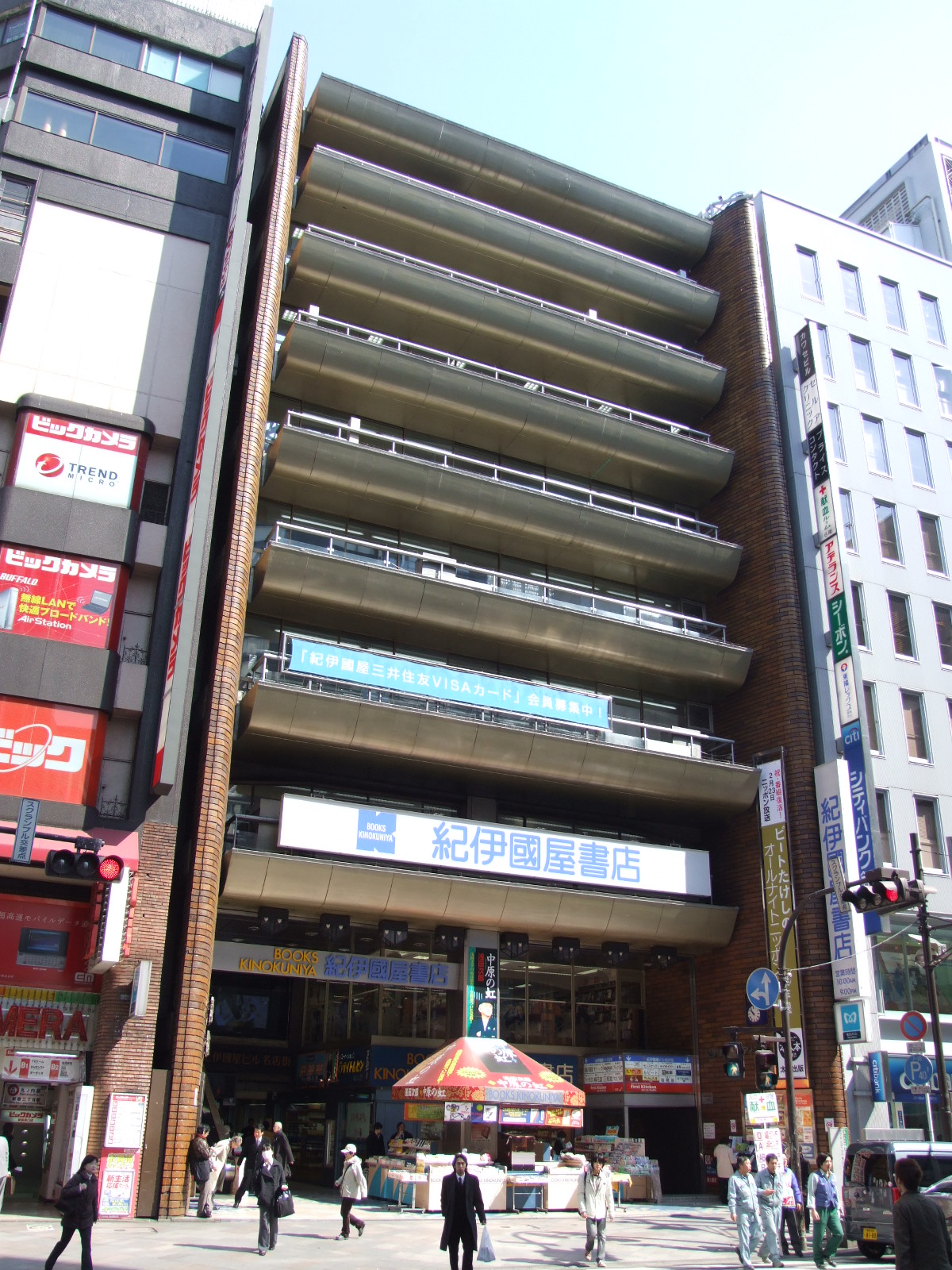
Buchhandlung Kinokuniya

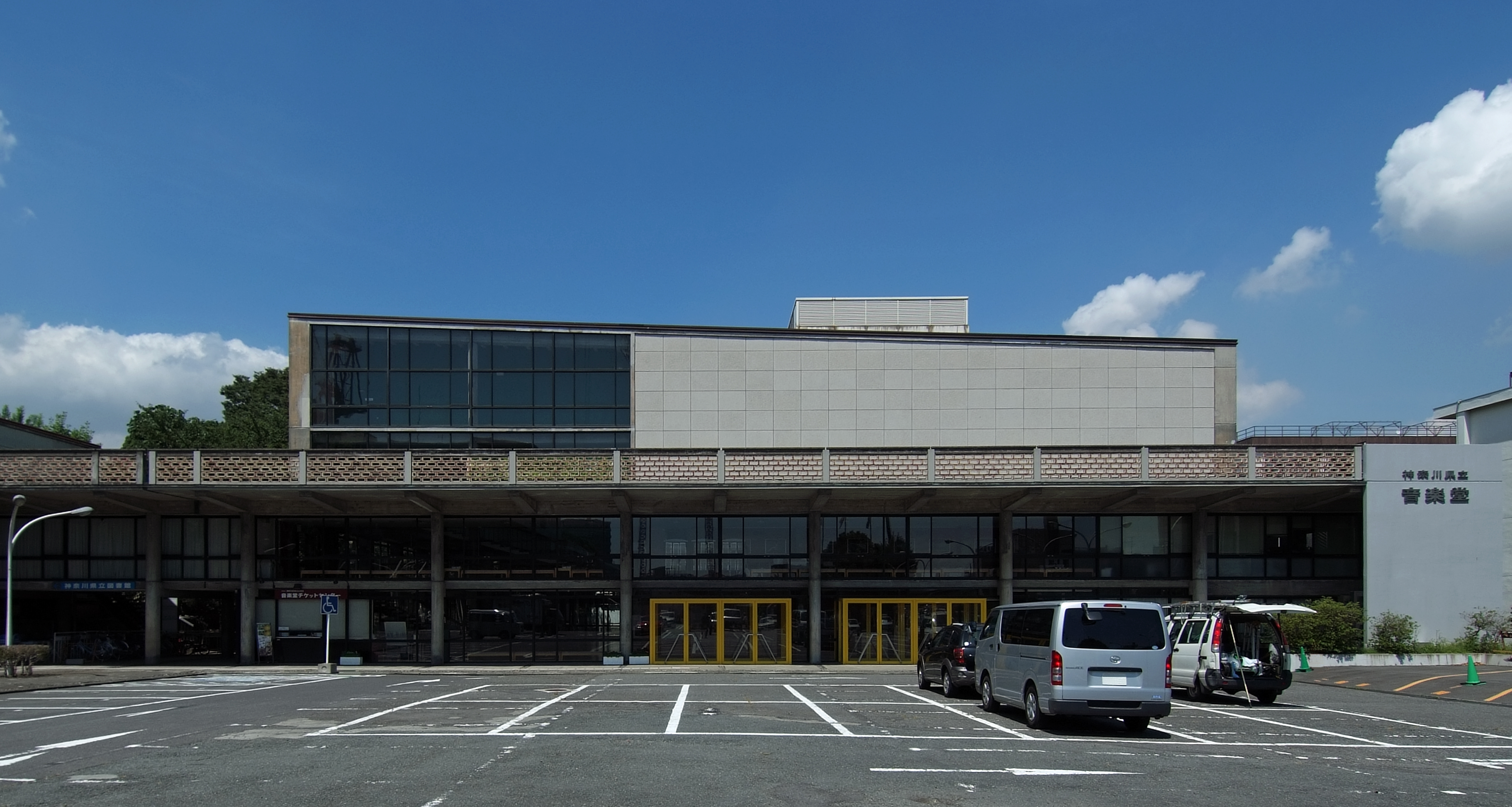
Kanagawa Konzerthalle und Bibliothek (1954)

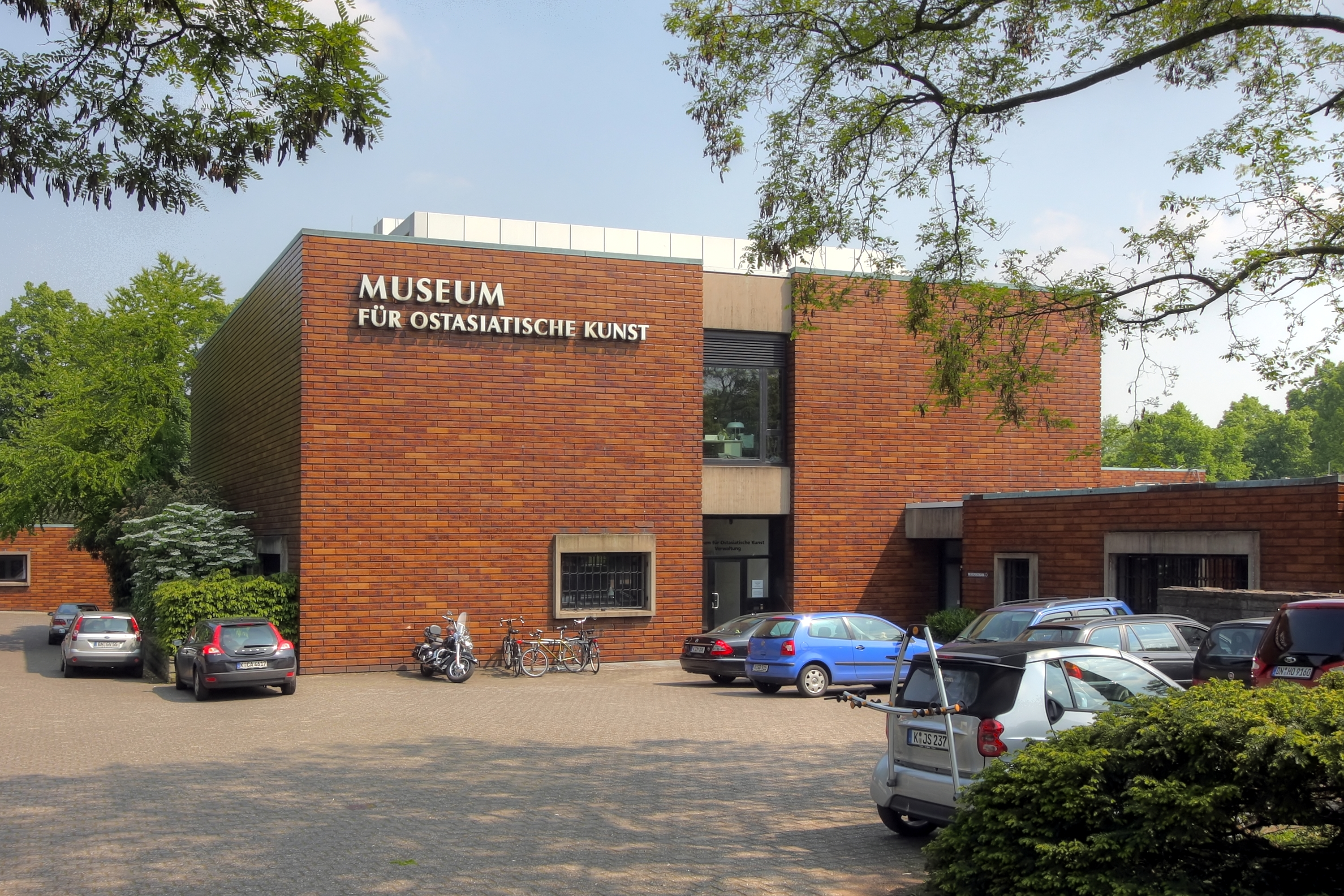
Das Museum für Ostasiatische Kunst in Köln (1977)

Maekawa Kunio (japanisch 前川 國男; * 14. Mai 1905 in Niigata, Präfektur Niigata; † 26. Juni 1986 in Tokio) war ein japanischer Architekt.

## Leben und Wirken
Maekawa schloss 1928 seine Ausbildung an der Kaiserlichen Universität Tōkyō, Vorläufereinrichtung der heutigen Geidai, ab und ging dann nach Frankreich, wo er sich unter Le Corbusier weiterbildete. Le Corbusier beeinflusste ihn mit seinen Ansichten zur Ethik der modernen Architektur.
Als Maekawa 1930 nach Japan zurückkehrte, war das Land auf dem Wege, ein militaristischer Staat zu werden. Trotzdem konnte er viele Pläne der neuen radikalen Architektur im Sinne Le Corbusiers umsetzen. Schließlich fand er sich aber selbst auf der militaristischen Seite wieder, als er als Jury-Mitglied im Rahmen der japanischen Pläne für die „Großostasiatische Wohlstandssphäre“ für Kenzō Tanges „Monument zum Gedenken an den Aufbau Großostasiens“ (大東亜建設記念造営物, Taitōa kensetsu kinen zōei-butsu) im Jahr 1942 stimmte.
1946 baute Maekawa das erste bedeutende Gebäude der Nachkriegszeit, die Kinokuniya-Buchhandlung in Shinjuku, Tokyo. Zur gleichen Zeit engagierte er sich in der Entwicklung in Massen vorproduzierter Gebäude, sogenannter „premos“, für die ausgebombte Stadtbevölkerung. In seinem Büro in der Zentrale der Nihon Sōgo Bank arbeitete er an der Verbesserung kleinster architektonischer Details und legte damit den Grundstein für die japanische Nachkriegsarchitektur. 1961 wurde er mit dem Asahi-Preis ausgezeichnet.

## Werke
- Buchhandlung Kinokuniya, Tōkyō (1946)
- Nippon Sogo Bank (1952)
- Kanagawa Konzerthalle und Bibliothek (1954)
- Japanischer Pavillon für die Weltausstellung Brüssel (1958, abgebaut)
- Tōkyō Bunka Kaikan (1961)
- Museum für Ostasiatische Kunst – Köln (1977)
- Erweiterung des Nationalmuseums für westliche Kunst – Tokio (1979)